# Domaine Johannisberg

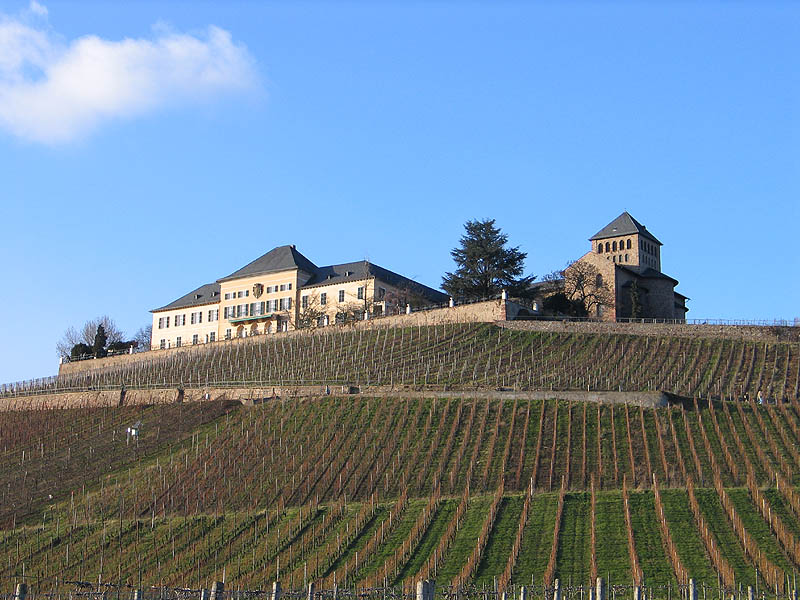
Vignoble Domaine Schloss Johannisberg

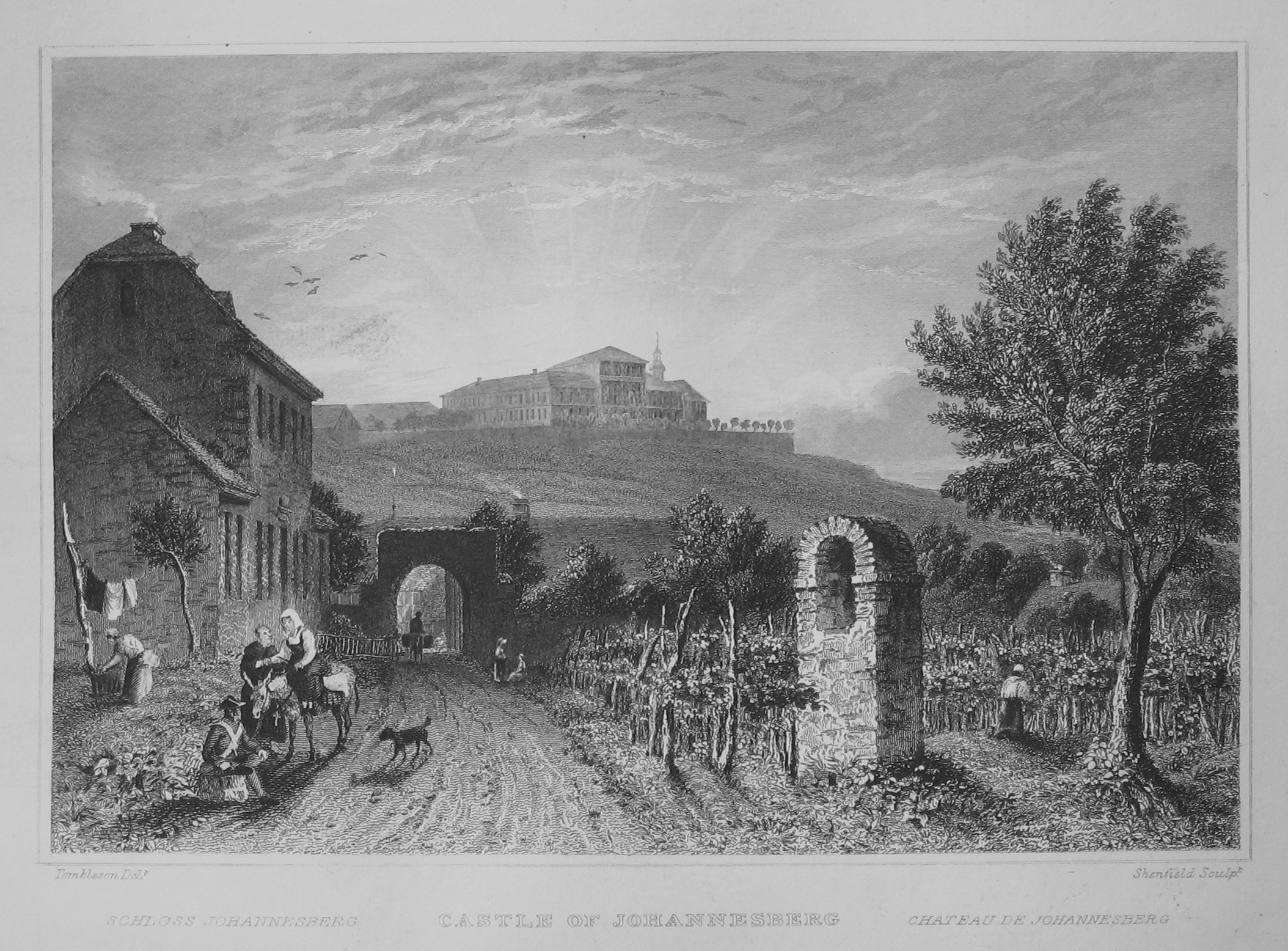
Schloss Johannisberg vers 1832, gravure par William Tombleson

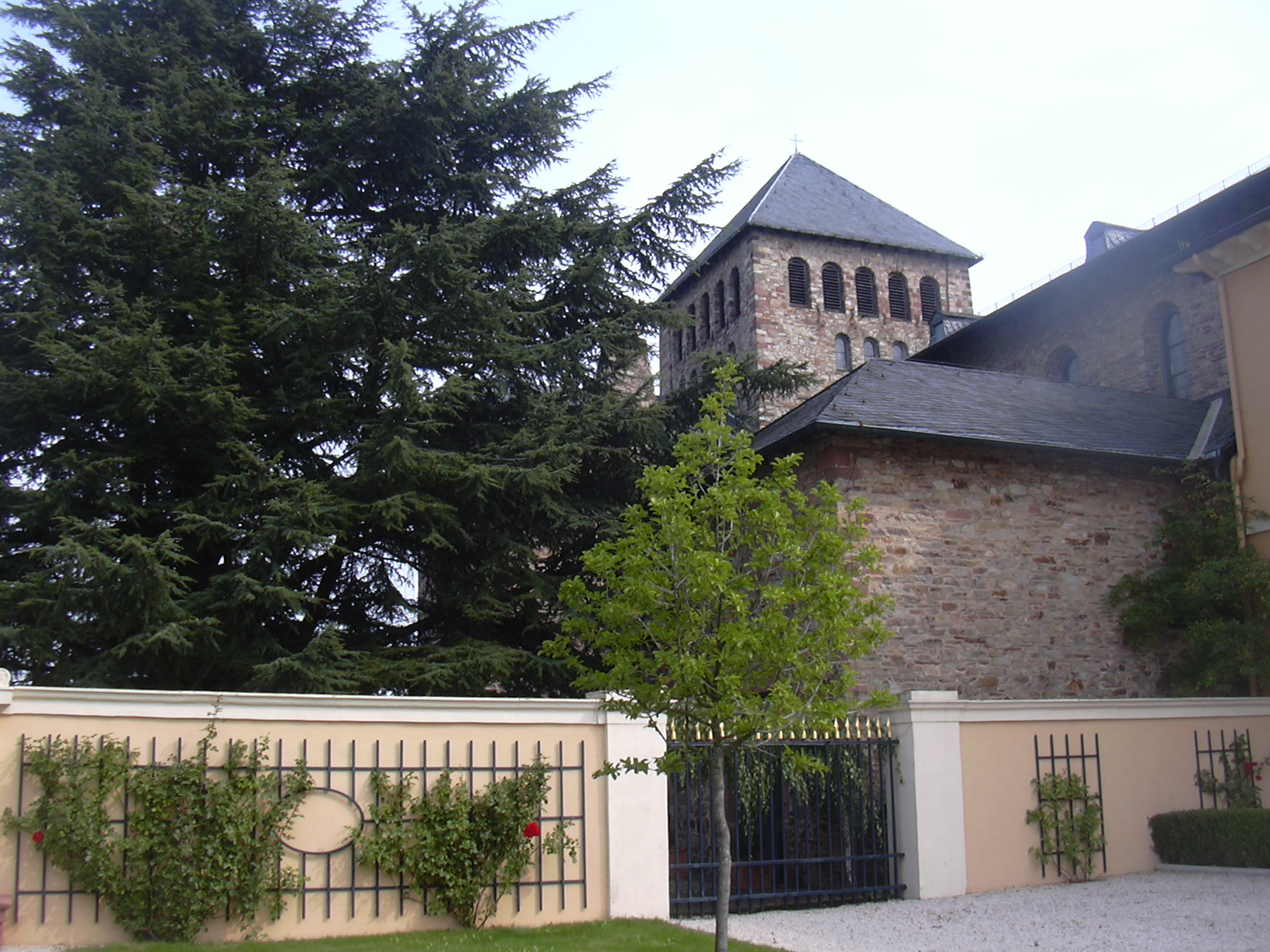
Basilique de Johannisberg

Schloss Johannisberg est un domaine viticole traditionnel de Rheingau en Allemagne, de réputation internationale et membre du Verband Deutscher Prädikats- und Qualitätsweingüter.

## Terroir et cépage
Son vignoble de 35 hectares se trouve sur la commune de Geisenheim sur la route des vignobles de Rheingau, au bord du Rhin, à proximité de Mayence. Il est planté uniquement en cépage de riesling.

## Histoire et géographie
L'histoire de ce terroir viticole  remonte à Charlemagne. En 772 une donation des vignobles des environs de Geisenheim à l'abbaye de Fulda est certifiée. En 983, l’archevêque et archichancelier Willigis prit part à la Diète d'Empire de Vérone où Othon II, par la Donation de Vérone, attribua au diocèse de Mayence les régions d'Ingelheim et le Rheingau a la rive droite du Rhin, jusqu'à Heimbach et Kaub, ainsi que les territoires de la basse vallée de la Nahe. Cette donation comprend les vignobles de l'actuel domaine. On a donné à ce vignoble le nom de Bischofsberg (« montagne de l'évêque »). Vers 1100 l’archevêque Ruthard fait une donation à l'abbaye Saint-Alban devant Mayence pour la fondation d'un nouveau monastère bénédictin; il était dédié à « Johannes » (Jean le Baptiste). C'est au cours du XIIe siècle que le domaine prit le nom de « Johannisberg » .
Vers 1130, on construisit une nouvelle basilique.

## L'apogée du monastère
Au XVe siècle, la plupart des bâtiments et le monastère furent détruits par une révolte paysanne et le pillage de Albert II Alcibiade de Brandebourg-Kulmbach en 1552.

## L'abbaye de Fulda et le développement de la Spätlese
L'abbé Konstantin von Buttlar de l'abbaye de Fulda racheta Johannisberg en 1716 à Lothaire-François de Schönborn pour 75 392 florins. D'éminents architectes de Mayence comme Andrea Gallasini et Johann Kaspar Herwarthel construisirent un château baroque à trois ailes. Le messager qui venait donner l’autorisation de commencer la récolte fut retardé en 1755. La vendange eut quand même lieu, et une nouvelle tradition viticole naquit de cet heureux hasard, révolutionnant le monde des vins doux. Ce fut la découverte des vendanges tardives (= Spätlese).
Le domaine passa entre plusieurs mains, y compris celles de Guillaume V d'Orange-Nassau, Guillaume Ier des Pays-Bas, François Christophe Kellermann, et finalement à Klemens Wenzel von Metternich. Le domaine baroque du XVIIIe siècle fut presque entièrement détruit par un bombardement le 13 août 1942.

## Le domaine actuel
Le domaine est actuellement la propriété des familles Oetker. Il fut le premier à être planté avec ce cépage pour s’apercevoir dès 1787 des effets bénéfiques de la pourriture noble sur le raisin. Le domaine, qui était dirigé depuis 1982 par Wolfgang Schleicher, est dirigé depuis 2005 par Christian Witte. La tâche est de s’assurer une production que chacune des 25 000 caisses sera distribuée aux clients qui la méritent. 
La cave de ce château connaît une architecture unique. Elle comprend un chai de vinification, un chai d'élevage en foudres de chêne ou en cuves. Le domaine possède la plus grande et la plus ancienne collection de riesling et les plants les mieux acclimatés. La collection souterraine appelée « Bibliotheca subterranea » était le trésor du vin du château, depuis le XIXe siècle, la plus vieille bouteille datant de 1748.

## Les grands crus du domaine Johannisberg
Les sols sont composés de quartz du montagne de Taunus (sur laquelle se situe le vignoble, au Nord du Rhin), d'argile et de lœss. La production de son vin « Schloss Johannisberger » est un monopole. Depuis la nouvelle loi de vin de 1971, les différents niveaux de qualité sont différenciés par un code couleur sur les capsules correspondant à la couleur de cire du sceau :
- jaune : QbA (le reste était uniquement Prädikatswein) ;
- rouge : Kabinett ;
- vert : Spätlese ;
- argenté : Erstes Gewächs (le grand vin sec, depuis 2005) ;
- rose : Auslese ;
- rose et doré : Beerenauslese ;
- doré : Trockenbeerenauslese ;
- bleu : Eiswein (Vin de glace).